# Monte Alegre do Sul
Monte Alegre do Sul, oficialmente Estância Turística de Monte Alegre do Sul, é um município brasileiro do estado de São Paulo. É um dos nove municípios que compõem o Circuito das Águas Paulista. Localiza-se a uma latitude 22º40'55" sul e a uma longitude 46º40'51" oeste, estando a uma altitude de 750 metros. Sua população, segundo Censo de 2022, era de 8.627 habitantes. Possui uma área de 110,9 km². O município é formado pela sede e pelo distrito de Mostardas.
Devido às suas construções históricas, paisagem montanhosa, belezas naturais, água mineral natural com propriedades curativas e produção de morangos, é um conhecido destino turístico no interior de São Paulo.

## Estância hidromineral
Monte Alegre do Sul é um dos 11 municípios paulistas considerados estâncias hidrominerais pelo Estado de São Paulo, por cumprirem determinados pré-requisitos definidos por Lei Estadual. Tal status garante a esses municípios uma verba maior por parte do Estado para a promoção do turismo regional. Também, o município adquire o direito de agregar junto a seu nome o título de Estância Hidromineral, termo pelo qual passa a ser designado tanto pelo expediente municipal oficial quanto pelas referências estaduais.

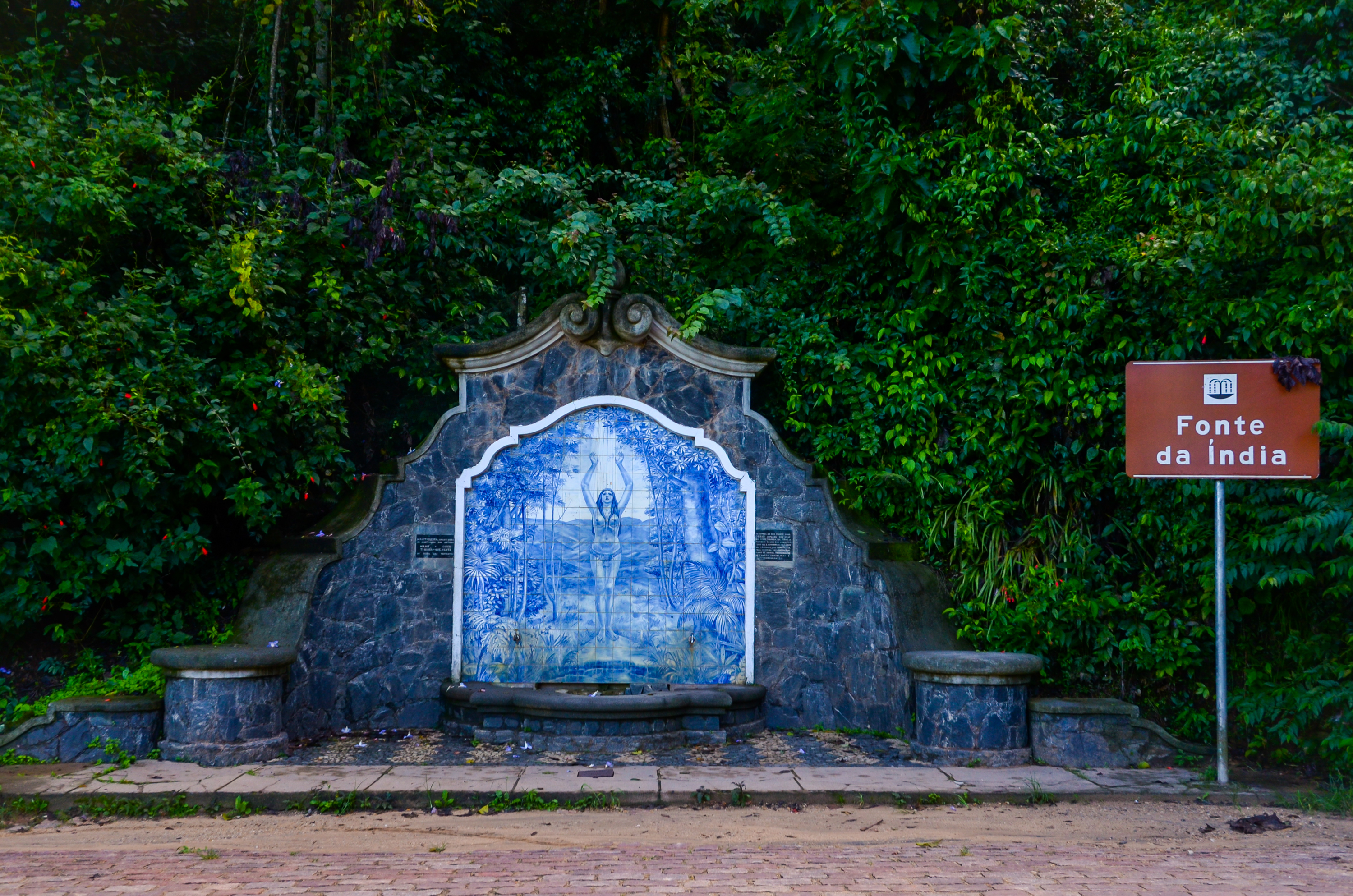
Fonte da Índia.

## História
A ocupação da região teve início por volta de 1873, às margens do rio Camanducaia, com a chegada de várias famílias provenientes de Amparo e Bragança Paulista, atraídas pela qualidade das águas do rio e pela fertilidade do solo. Nesta época, por iniciativa de Teodoro de Assis, foi construída a capela do Senhor Bom Jesus em um terreno doado por Lourenço de Godoy. As primeiras casas começaram a ser construídas ao redor da capela pelo capitão José Inácio Teixeira. Com o passar dos anos, o povoado passou a ser conhecido como Bairro da Capelinha e, posteriormente, como Bairro dos Farias.
Em 5 de março de 1887, através da Lei provincial nº 15, o povoado foi elevado a condição de distrito do município de Amparo com o nome de Bom Jesus de Monte Alegre, em homenagem ao padroeiro e à topografia da região. Nessa época, muitas melhorias foram implantadas, tais como: subdelegacia de polícia, escola municipal, agência postal, etc.
Em 1890, foi inaugurada em Monte Alegre uma estação da Companhia Mogyana de Estradas de Ferro, propiciando maior desenvolvimento para a região e atraindo novos moradores. Em seguida foram implementados os os serviços de luz elétrica e telefone.
Em 30 de novembro de 1944, devido a existência de localidades com o mesmo nome, o distrito de Monte Alegre, passou a se chamar Ibiti (Decreto-lei Estadual nº 14334).
Em 24 de dezembro de 1948, através da Lei Estadual nº 233, o distrito foi elevado à categoria de município com o nome de Monte Alegre do Sul, desmembrado de Amparo. A instalação do município ocorreu em 31 de janeiro de 1949.
Em 1964, Monte Alegre do Sul foi elevada à categoria de Estância Hidromineral, devido a qualidade de suas águas, esta condição recentemente foi alterada para Estância Turística.
Em 28 de fevereiro de 1964, através da Lei Estadual nº 8092, foi criado e incorporado ao município o distrito de Mostardas.

## Geografia
- Limites:
  - Norte: Serra Negra;
  - Sul: Tuiuti e Pinhalzinho;
  - Leste: Socorro;
  - Oeste: Amparo.
- Área: 111,19 km²
- Altitude: 750 m
- Coordenadas:
  - Latitude: 22º40'55" sul
  - Longitude: 46º40'51" oeste
- Distâncias:
  - São Paulo - 130 km.
  - Rio de Janeiro - 460 km

O município é constituído de 2 Distritos: Monte Alegre do Sul e Mostardas.

### Rodovias
- SP-360

#### Acessos
- Rodovia Anhanguera
- Rodovia dos Bandeirantes
- Rodovia Dom Pedro I
- Rodovia Fernão Dias

## Demografia

### População
| Crescimento populacional                             | Crescimento populacional | Crescimento populacional | Crescimento populacional |
| Ano                                                  | População Total          |                          | %±                       |
| ---------------------------------------------------- | ------------------------ | ------------------------ | ------------------------ |
| 1950                                                 | 4 349                    |                          | —                        |
| 1958                                                 | 4 484                    |                          | 3,1%                     |
| 1960                                                 | 4 807                    |                          | 7,2%                     |
| 1970                                                 | 4 762                    |                          | −0,9%                    |
| 1980                                                 | 4 850                    |                          | 1,8%                     |
| 1991                                                 | 5 439                    |                          | 12,1%                    |
| 2000                                                 | 6 321                    |                          | 16,2%                    |
| 2010                                                 | 7 152                    |                          | 13,1%                    |
| 2022                                                 | 8 627                    |                          | 20,6%                    |
| Est. 2024                                            | 8 873                    | [ 11 ]                   | 2,9%                     |
| Fontes: Censos Demográficos IBGE e Estimativas SEADE |                          |                          |                          |

### Dados demográficos
Dados do Censo - 2000
População Total: 6.321
- Urbana: 3.282
- Rural: 3.039
- Homens: 3.218
- Mulheres: 3.103

Densidade demográfica (hab./km²): 57,00
Mortalidade infantil até 1 ano (por mil): 10,43
Expectativa de vida (anos): 74,42
Taxa de fecundidade (filhos por mulher): 1,90
Taxa de Alfabetização: 90,93%
Índice de Desenvolvimento Humano (IDH-M): 0,795 (2010)

## Política e administração
- Prefeito: José Rafael Vezzan (REPUBLICANOS 2025/2028)
- Vice-prefeita: Maria da Glória

## Infraestrutura

### Comunicações
O sistema de telefones automáticos foi inaugurado na cidade em 1975 pela Telecomunicações de São Paulo (TELESP), que também implantou o sistema de discagem direta à distância (DDD) em 1980 com o código de área (0192). Anteriormente a cidade era atendida pela Companhia Telefônica Brasileira (CTB).
Na década de 90 o código DDD da cidade foi alterado para (019), para padronização do sistema telefônico com a telefonia celular que estava sendo implantada em todo o estado.

## Turismo

### Carnaval
Ganhou grande fama por proporcionar aos foliões que ali moram, assim como os que a visitam, uma grande festa. A mesma veio a se tornar parte da cultura da cidade, que se prepara meses antes para esse incrível evento. Uma época que proporciona uma grande rotatividade econômica para seus comerciantes. Nas quatro noites de festa, desfilam pelas principais ruas da cidade blocos carnavalescos e atrações convidadas, assim como shows musicais na Praça Bom Jesus.

## Religião
O Cristianismo se faz presente na cidade da seguinte forma:

### Igreja Católica
O município pertence à Diocese de Amparo. Possui o único santuário (Santuário do Senhor Bom Jesus) da região do Circuito das Águas Paulista.

### Igrejas Evangélicas
- Assembleia de Deus Ministério do Belém.[21][22]
- Congregação Cristã no Brasil.[23]